# Teemu Rannikko
Teemu Sakari Rannikko (ur. 9 września 1980 w Turku) – fiński koszykarz, występujący na pozycji rozgrywającego, reprezentant kraju, obecnie zawodnik Vilpas Vikings.

## Osiągnięcia
Stan na 10 grudnia 2019, na podstawie, o ile nie zaznaczono inaczej.
Drużynowe
- Mistrz:
  - Finlandii (2000, 2015, 2017)
  - Słowenii (2006, 2013)
- Wicemistrz:
  - Eurocup (2009)
  - Rosji (2008, 2009)
  - Słowenii (2007)
  - Finlandii (1999)
- Zdobywca pucharu:
  - Rosji (2008)
  - Słowenii (2006)
  - Finlandii (2000)
- Finalista pucharu:
  - Włoch (2004)
  - Słowenii (2007)

Indywidualne
- MVP:
  - ligi fińskiej (1999, 2000, 2015, 2016)
  - finałów ligi fińskiej (2015, 2017)
- Fiński gracz roku (2003, 2006, 2007, 2009, 2010)
- Największy postęp ligi fińskiej (1998)
- Zwycięzca konkursu rzutów za 3 punkty ligi słoweńskiej (2006)
- Uczestnik meczu gwiazd Ligi Adriatyckiej (2007)
- Lider ligi:
  - EuroChallenge w asystach (2016)
  - fińskiej w:
    - asystach (1998–2000)
    - przechwytach (2000 – 2,5)

Reprezentacja
- Uczestnik:
  - mistrzostw:
    - świata (2014 – 22. miejsce)
    - Europy:
      - 2011 – 9. miejsce, 2013 – 9. miejsce, 2017 – 11. miejsce
      - dywizji B (2005, 2007)

  - kwalifikacji do Eurobasketu (2001, 2003, 2009, 2011)